# 16e division blindée
Pour les articles homonymes, voir 16e division.

Insigne de la 16e division blindée US.

La 16e division blindée était une division blindée de l'armée des États-Unis de la Seconde Guerre mondiale.

## Histoire
Elle est activée le 15 juillet 1943 à Camp Chaffee dans l'Arkansas et débarque en France entre le 11 et 17 février 1945. La division entre au combat à partir de la fin du mois d'avril 1945 en participant aux derniers jours de la campagne d'Allemagne et entre en Tchécoslovaquie au mois de mai 1945. Elle est désactivée à son retour aux États-Unis en octobre de cette même année.
Elle est dissoute dans le New Jersey on 15 octobre 1945.

### Sources
- (en) Cet article est partiellement ou en totalité issu de l’article de Wikipédia en anglais intitulé « 16th Armored Division (United States) » (voir la liste des auteurs).